# Теодор фон Лібіг
Теодор фон Лібіг (нім. Theodor von Liebieg) — (15 червня 1872 Ліберець — Ліберець 23 травня 1939) австрійський бізнесмен і промисловець, аристократ — барон.
Лібіг свого часу був одним з найуспішніших і найбагатших підприємців. Його дід, Йоган фон Лібіг старший (Johann von Liebieg), заснував сімейну фірму «Liebieg», якою потім почав керувати і сам Теодор.

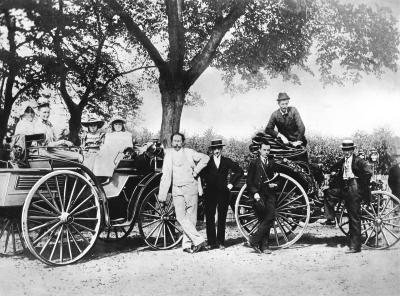
Карл Бенц його сім'я і барон Теодор фон Лібіг, при поїздці з Мангейма в Гернсхайм, за кермом Benz Viktoria (1894)

«Liebieg» зробив значний внесок у розвиток і функціонування регіону та безпосередньо у текстильній промисловості. Теодор до слова заснував Німецько-чеське автомобільне товариство і спричинився до будівництва першого австро-угорського і чеського автомобіля Nesselsdorf Präsident. За пропозицією барона були побудовані численні будівлі, які сьогодні є найвідоміші архітектурні пам'ятки в місті Ліберець.

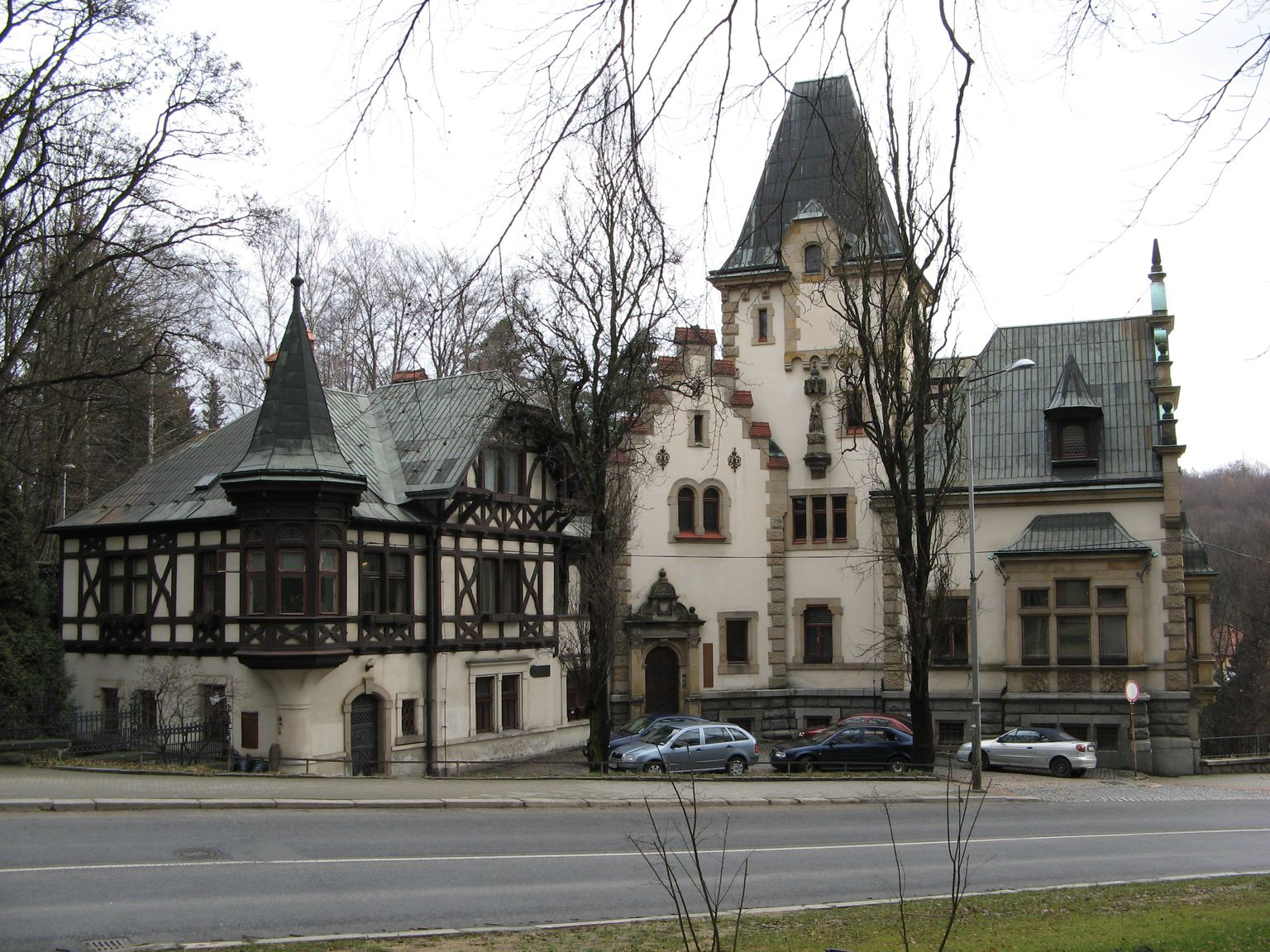
Один із будинків Лібігів у Лібереці